# Bacche di goji

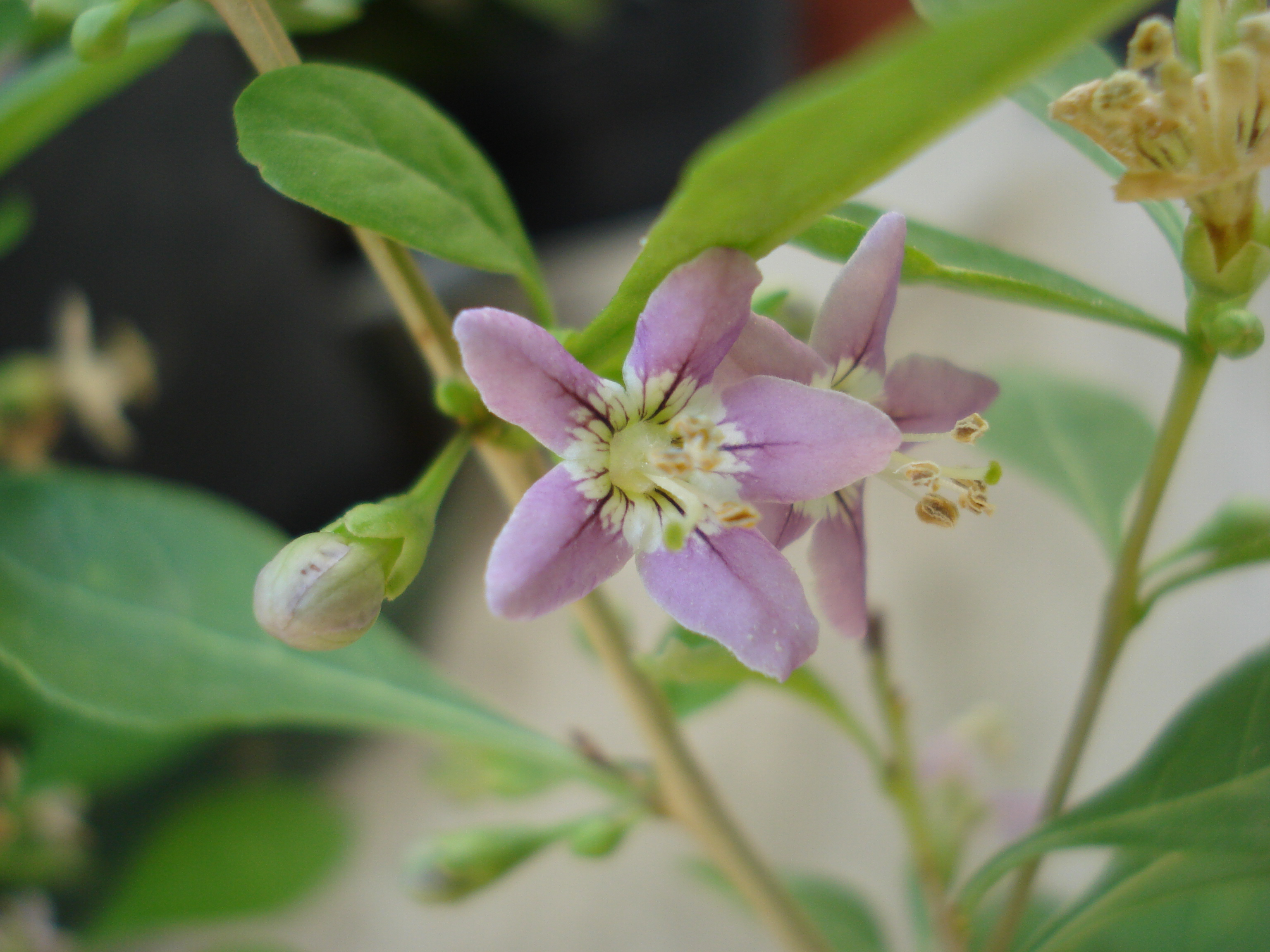
Fiori di goji

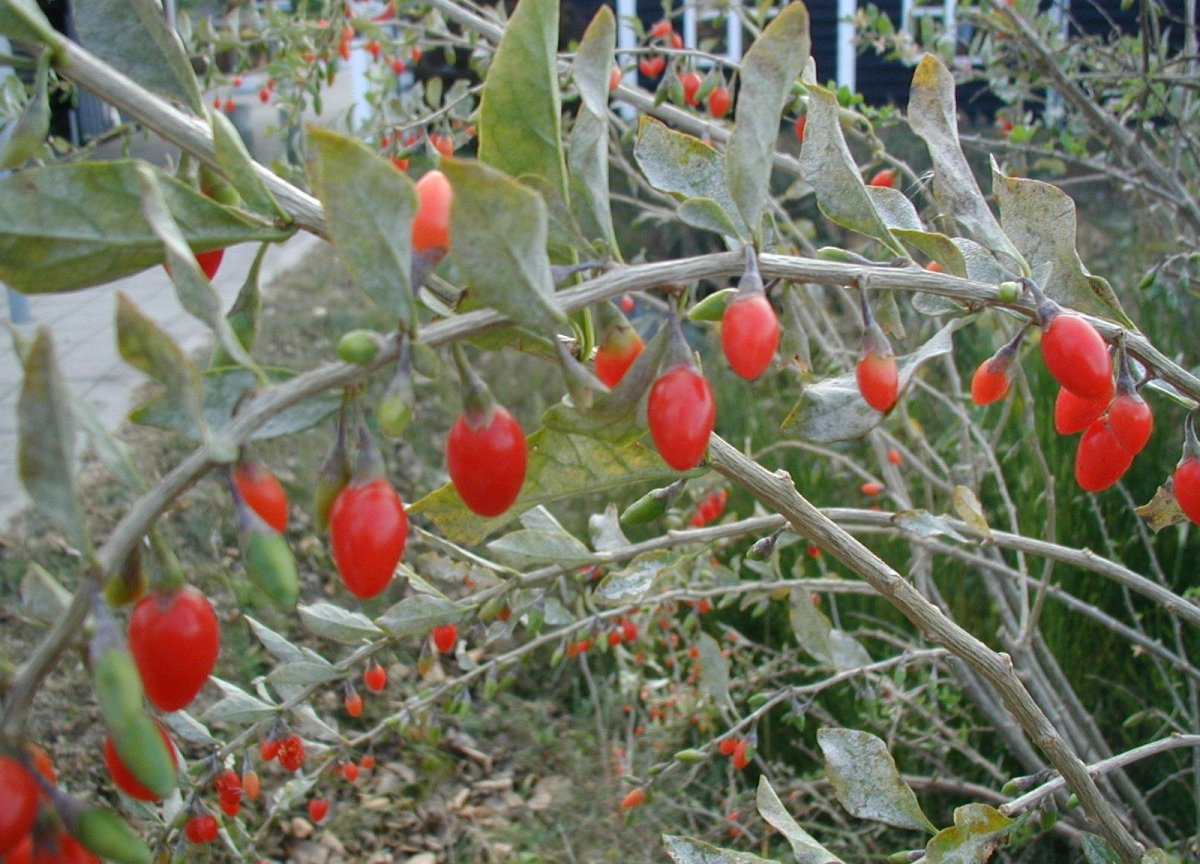
Bacche di goji

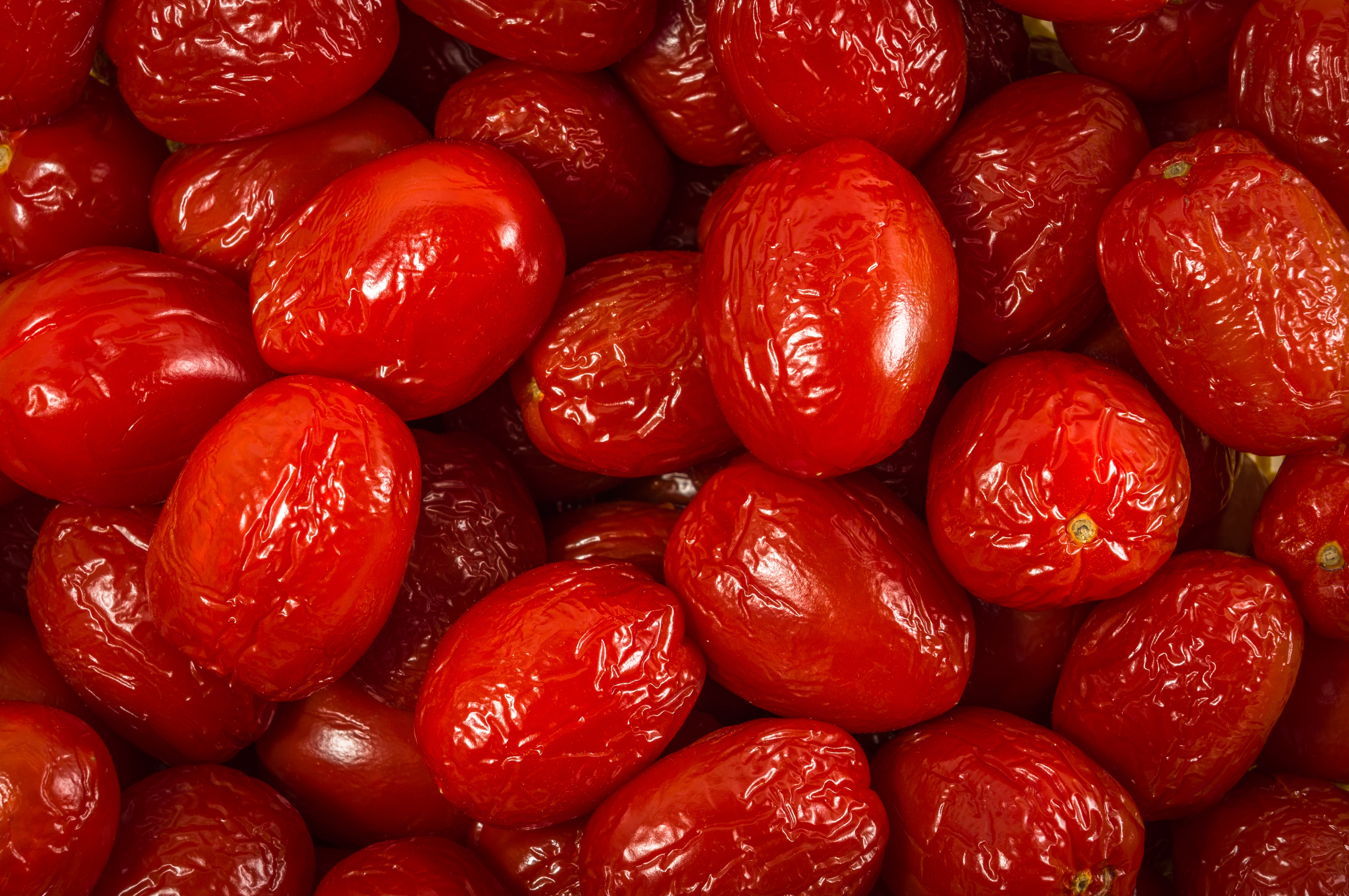
Bacche di goji raccolte

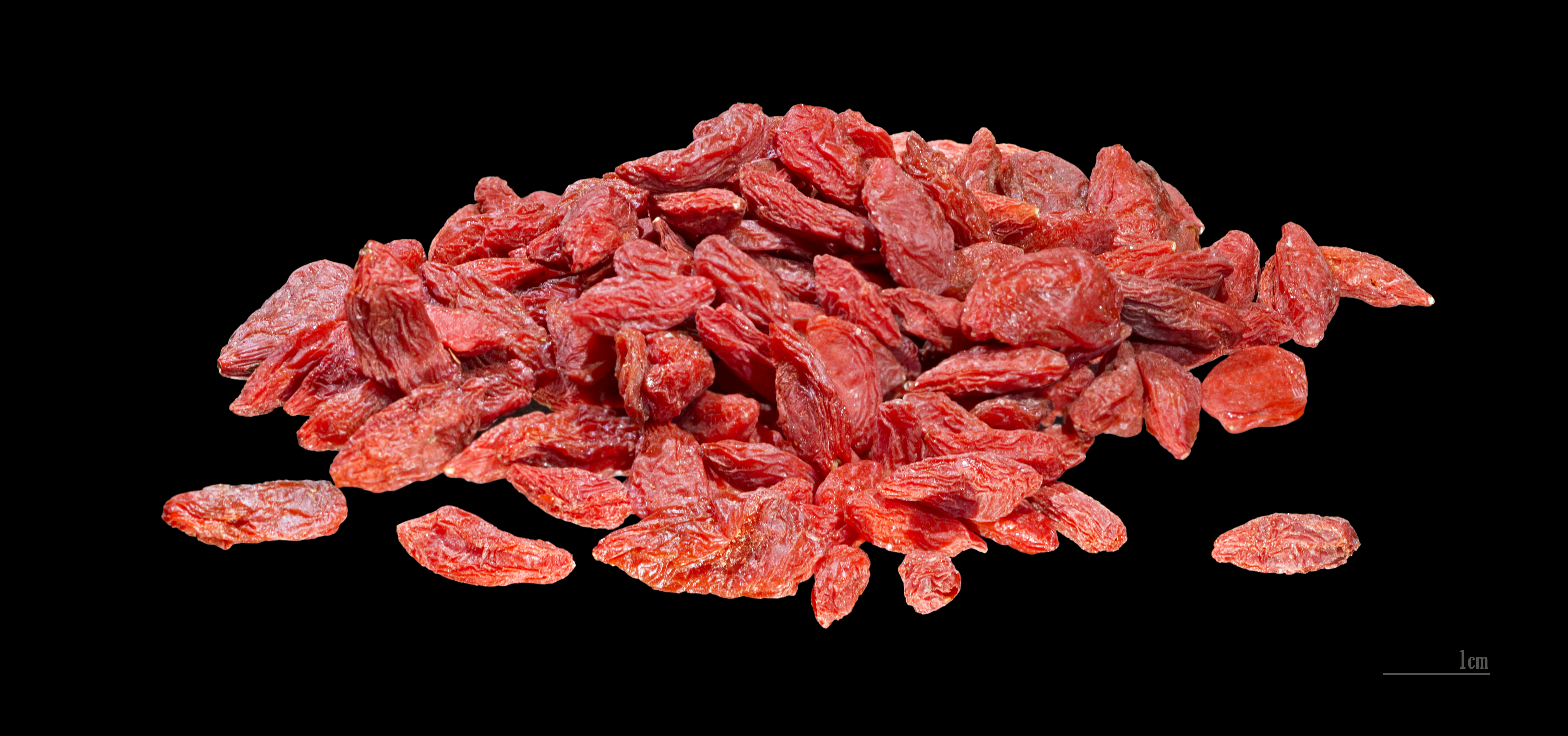
Bacche di goji essiccate

Le bacche di goji sono il frutto del Lycium barbarum o del Lycium chinense, entrambe della famiglia delle Solanaceae (che include tra le altre la patata, il pomodoro, la melanzana, il tabacco, il peperoncino e la belladonna).

## Etimologia
Lycium, il nome del genere, deriva dalla Licia (Λυκία), una regione dell'Anatolia meridionale. Il frutto è conosciuto nella medicina tradizionale cinese come Frutto di Licia ovvero in latino: Fructus Lycii.
La parola Goji, invece è un’approssimazione della pronuncia cinese gǒuqǐ (枸杞). Potrebbe derivare dalla stessa radice che ha la parola persiana gojeh (گوجه) che significa bacca.

## Origine
Il nome goji è stato creato nel 1973 dall'etnobotanico nordamericano Bradley Dobos. Queste bacche rosse crescono spontaneamente nelle valli himalayane, nella Mongolia, nel Tibet, nelle province della Cina dello Xinjiang, dello Ningxia, e nella regione autonoma della Mongolia Interna. Vengono coltivate da migliaia di anni e sono considerate un elemento essenziale nella medicina tradizionale cinese. La più alta densità produttiva si riversa nelle terre attraversate dal fiume Huang He, dove con il passare del tempo le sedimentazioni dei suoi bacini alluvionali hanno dato origine a un terreno fertile. Le piante di Goji possono facilmente utilizzare i minerali grazie alla struttura a grana fine dei sedimenti, mentre altri componenti del silt mantengono il terreno soffice e ben aerato.

## Frutto
Il frutto è una bacca rossa leggermente allungata e contenente diversi semini appiattiti.

### Principi attivi
Alcune delle principali sostanze contenute nelle bacche di Goji:
- Betaina
- Β-sitosterolo
- Ciperone
- Germanio
- Solavetivone
- Fisalina
- Zeaxantina
- Luteina

La presenza di betaina e luteina rende sconsigliabile l'assunzione di queste bacche in gravidanza.
Le foglie della pianta sono ricche di flavonoidi, in particolare di rutina, ma i frutti contengono queste sostanze solo in misura molto ridotta.
100 grammi di prodotto contengono:
- Grassi totali 5,7 g
- Grassi saturi 1,1 g
- Proteine 10,6 g
- Carboidrati 21 g
- Zuccheri 17,3 g
- Sodio 24 mg
- Calcio 112,5 mg
- Ferro 8,4 mg
- Fibre crude 7,70 g
- Vitamina C 306 mg
- Carotene 7,38 mg
- Amminoacidi 8,48 mg
- Vitamina B1 0,15 mg
- Polisaccaridi 46,5 mg

### Proprietà farmacologiche
La medicina tradizionale cinese attribuisce alle bacche di goji, nonché alla corteccia, alle radici e alle foglie della stessa pianta, numerose proprietà curative e preventive. Già nell'antico manuale di erboristeria Shennong Ben Cao Jing la pianta viene citata come curativa per una serie di mali e anche efficace per fortificare muscoli e ossa e rallentare l'invecchiamento.
Tuttavia gli studi scientifici in merito sono carenti. Per questo motivo, si ritiene che gli effetti benefici non siano sufficientemente provati, anche se è riconosciuta la presenza di sostanze potenzialmente utili.
Uno studio cinese condotto sui topi ha riscontrato che le bacche di goji potenziano la capacità antiossidante dell'organismo come dimostrato dall'innalzamento degli enzimi superossido dismutasi (SOD), catalasi (CAT) e glutatione perossidasi (GSH-Px). L'attività antiossidante è risultata essere comparabile a quella della vitamina C.
Uno studio condotto ad Hong Kong nei primi anni duemila ha evidenziato come la zeaxantina contenuta nelle bacche di Goji sia ben assorbibile dall'organismo umano; gli autori suggerivano, nel 2004, la necessità di ulteriori studi su strategie dietetiche per contrastare la degenerazione maculare senile.
I possibili effetti avversi sono considerati improbabili, eccetto per specifiche casistiche. In particolare, l'atropina, una sostanza velenosa presente nei frutti di varie specie della stessa famiglia, è presente in quantità minime.

### Uso
Si può consumare fresca, appena raccolta. Oggi le bacche di goji sono presenti anche nel mercato occidentale, essiccate o in concentrato miscelato con altri prodotti quali succhi di frutta, yogurt, tè, merendine, barrette, marmellate. Il loro sapore è paragonabile a quello del mirtillo, uva passa, lampone e fragola.